# Hôpital éphémère
 (janvier 2022).
L'Hôpital éphémère est un projet associatif d'occupation des friches urbaines, il a fonctionné officiellement de 1990 à 1997 dans l'Hôpital Bretonneau, situé au 2 rue Carpeaux, dans le 18e arrondissement de Paris. Souvent associé à l'idée de squat, ce projet n'en est pas un car l'association bénéficiait de l'autorisation des propriétaires (Assistance Publique/Hôpitaux de Paris) et avait signé une convention d'occupation précaire en attente du réemploi du site dans ses fonctions originelles. Les artistes résidant avaient signé un contrat stipulant que l'Assistance Publique et l'Association Usines Ephémères bénéficieraient d'un don pour leurs collections. L'Association Usine Ephémère a été initialement créée par Caroline Andrieux (Art), Christophe Pasquet (musique évènement),  Maya Rodovsky et Olivia Putman pour le site de l'Usine Ephémère, rue David d'Angers dans le XIXe arrondissement, lieu pilote pour la création à Paris en 1987,.
Dans ce lieu furent aménagés des ateliers d'artistes, des studios d'enregistrements et de répétitions et organisées de nombreuses manifestations culturelles (expositions, concerts). 
Parmi les groupes qui y répétèrent, y enregistrèrent et s'y produisirent on trouve entre autres : FFF, La Cliqua, Human Spirit, Les Betty Boop, Les Coquines, Lofofora, Les Satellites, Pro-Zak, Jean-Louis Aubert, Axel Bauer, les Catholic Boys, Scred Connexion, Jah Wisdom...; parmi les artistes plasticiens, on peut citer : Thomas Hirschhorn, Ghada Amer, Philippe Mayaux, Michel Blazy, Brigitte Nahon, Huang Yong Ping, Jean Luc Verna, JonOne, AOne, Sharp, Julio Villani, Didier Courbot, Damien Cabanes, Eric Maillet, Stéphane Trois Carrés, Jean Luc Blanc,  Daniel Spoerri, Claude Closky, Tsuneko Taniuchi, Aurèle, Coraly Suard. Ils sont bien plus nombreux et l'Hôpital Ephémère sera un centre de référence pour la génération des artistes français en 1990. 
Le styliste de la marque Xuly Bët y créa une partie de sa collection[réf. souhaitée]. Musicien, il joua également dans les locaux de répétition de l'Hôpital Ephémère dans son groupe This is not a Machine Gun.[réf. souhaitée]